# 東亞松蚜
東亞松蚜（学名：Cinara pinidensiflorae）为大蚜科松柏大蚜屬下的一个种。